# Пружинино (Ярославская область)
Пружинино — село в Гаврилов-Ямском районе Ярославской области. Входит в состав Митинского сельского округа Митинского сельского поселения.

## География
Расположено в 8 км на юго-запад от центра поселения села Митино и в 19 км на восток от райцентра города Гаврилов-Ям.

## История
Пятиглавый каменный храм во имя Введения во храм Пресвятой Богородицы с отдельно стоящей ярусной колокольней построен в 1804 году средствами прихожан на месте двух деревянных храмов, известных с XVII века. В храме было четыре престола: во имя Введения во храм Пресвятой Богородицы; во имя Владимирской иконы Божией Матери; во имя Преображения Господня; во имя Святой Живоначальной Троицы.
В конце XIX — начале XX века село входило в состав Никитской волости Нерехтского уезда Костромской губернии, с 1918 года — Иваново-Вознесенской губернии.
С 1929 года село входило в состав Никитского сельсовета Гаврилов-Ямского района, в 1944 — 1959 годах в составе Бурмакинского района, с 1954 года — в составе Митинского сельсовета, с 2005 года — в составе Митинского сельского поселения.

## Население
| 1872 | 1897 | 1907 | 2002 | 2007 | 2010 |
| ---- | ---- | ---- | ---- | ---- | ---- |
| 408  | ↗541 | ↘539 | ↘400 | ↗409 | ↘383 |

## Инфраструктура
В деревне есть Пружининская средняя школа (открыта в 1986 году), детский сад, скотные дворы, медицинский пункт, магазин. 

## Достопримечательности
В селе расположена действующая Церковь Введения во храм Пресвятой Богородицы (1804).